# Скібиці (Куявсько-Поморське воєводство)
Скібиці (пол. Skibice, нім. Furchheim) — село в Польщі, у гміні Хоцень Влоцлавського повіту Куявсько-Поморського воєводства.
Населення — 168 осіб (2011).
У 1975-1998 роках село належало до Влоцлавського воєводства.

## Демографія
Демографічна структура станом на 31 березня 2011 року:
|          | Загалом | Допрацездатний вік | Працездатний вік | Постпрацездатний вік |
| -------- | ------- | ------------------ | ---------------- | -------------------- |
| Чоловіки | 84      | 19                 | 56               | 9                    |
| Жінки    | 84      | 18                 | 49               | 17                   |
| Разом    | 168     | 37                 | 105              | 26                   |